# Лі У Сок
Лі У Сок (7 серпня 1997 , Інчхон ) — південнокорейський лучник, олімпійський чемпіон 2024 року.

## Виступи на Олімпіадах
| Олімпіада  | Дисципліна             | Місце |
| ---------- | ---------------------- | ----- |
| Париж 2024 | індивідуальна першість | 3     |
| Париж 2024 | командна першість      | 1     |

## Зовнішні посилання
- Лі У Сок на сайті World Archery (англійська)
- Лі У Сок на сайті Olympics.com (англійська)
- Лі У Сок на сайті Olympedia (англійська)